# Dalciso Oliveira
Dalciso Eberhardt de Oliveira (São Francisco de Paula, 7 de janeiro de 1974), mais conhecido como  Dalciso Oliveira, é um empresário e político brasileiro. Foi deputado estadual no Rio Grande do Sul pelo PSB até janeiro de 2021. 
Nas eleições de 2018, foi candidato a deputado pelo Partido Socialista Brasileiro (PSB) e foi eleito com 26.765 votos.
Dalciso concorreu nas eleições estaduais de 2022 para deputado federal pelo PSB, mas ficou na suplência, tendo obtido 38.251 votos.